# William Pember Reeves

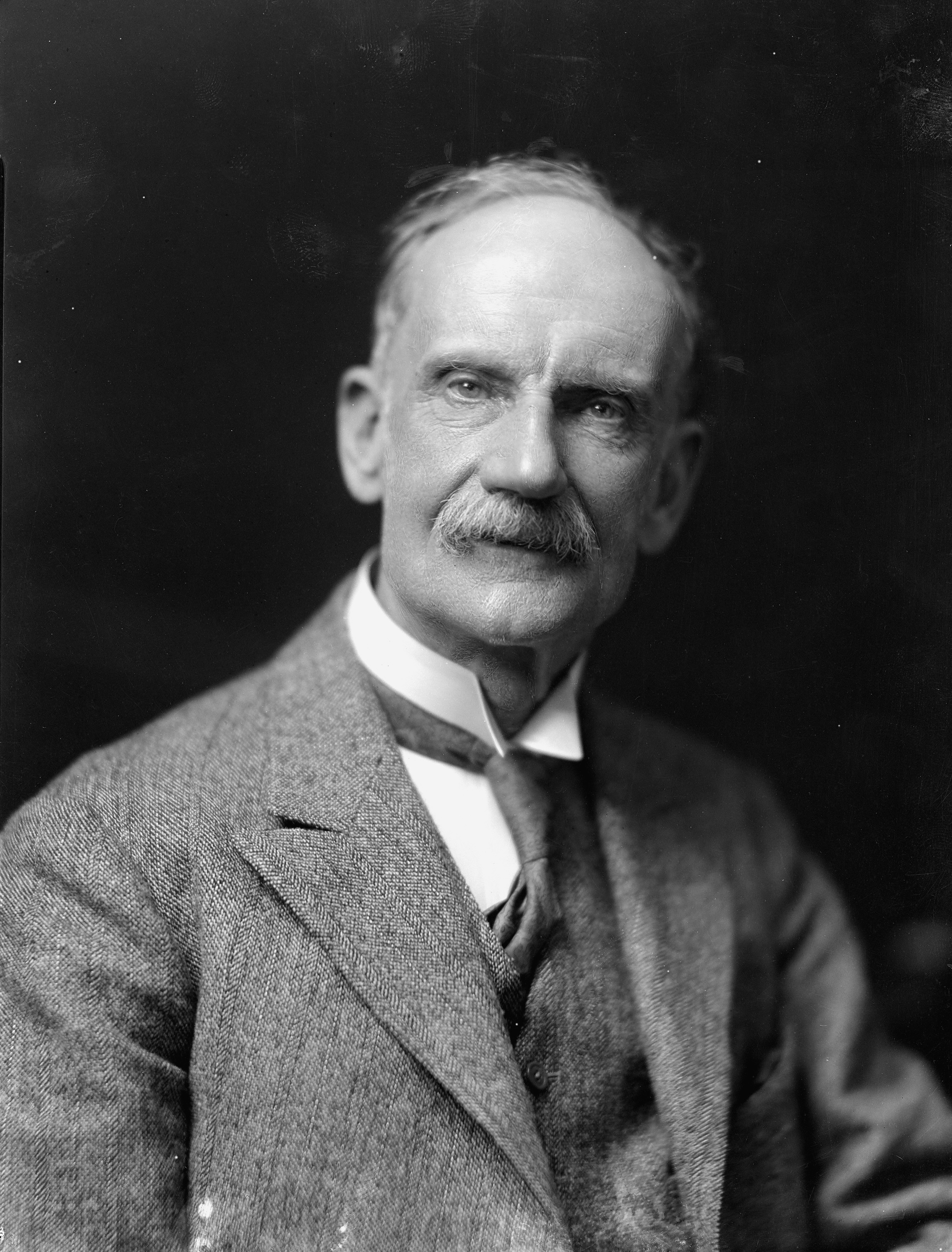
William Pember Reeves (1925)

William Pember Reeves (* 10. Februar 1857 in Lyttelton; † 16. Mai 1932 in London) war ein neuseeländischer Staatsmann, Historiker und Dichter, der sich für soziale Reformen einsetzte. Er gehörte der Liberal Party an.

## Leben
William Pember Reeves war der Sohn des Journalisten und Politikers William Reeves und Ellen Reeves, geb. Pember, die 1857, nur drei Wochen vor seiner Geburt, nach Canterbury emigriert waren.
Er erhielt seine Bildung auf einer Privatschule in Christchurch, an der örtlichen High School und von 1867 bis 1874 an der Christ's College Grammar School. Vor seiner politischen Karriere war er als Anwalt und Journalist tätig. Er war 1885 Herausgeber der Canterbury Times und von 1889 bis 1891 der Lyttelton Times.

### Politische Laufbahn
Reeves vertrat den Wahlbezirk St Albans von 1887 bis 1890 im New Zealand Parliament, anschließend von 1890 bis 1896 den Wahlbezirk Christchurch. 1896 trat er zurück, um den Posten des Agent-General für Neuseeland anzutreten. Er war 1891 bis 1896 unter John Ballance und Richard Seddon Arbeitsminister. In seiner Zeit als Minister wurde der Industrial Conciliation and Arbitration Act 1894 und die Immigrants Exclusion Bill verabschiedet, die die Immigration nach Neuseeland stoppte. Seine ausländerfeindliche Politik brachte ihm den Spitznamen „Undesirable Bill’ Reeves“ ein. Er setzte sich sehr für das Frauenwahlrecht ein. Seine diesbezüglichen Überzeugungen führte er auf das Werk des englischen Philosophen John Stuart Mill zurück.
Im Januar 1896 reiste er nach London, wo er 1896 bis 1905 als Agent-General, anschließend bis 1908 als High Commissioner, somit als ranghöchster Diplomat Neuseelands in Großbritannien, diente. Danach war er bis 1919 Direktor der London School of Economics. In seiner Zeit in England freundete er sich mit einer Reihe linksorientierter Intellektueller wie George Bernard Shaw, H. G. Wells, Sidney und Beatrice Webb an. Diese gehörten alle der Fabian Society und der London School of Economics an. Er war Mitglied des sozialreformatorischen Dinnerclubs The Coefficients.
Von 1917 bis 1931 war Reeves Vorstandsvorsitzender der National Bank of New Zealand und von 1913 bis 1925 Präsident der Anglo-Hellenic League.
William Pember Reeves heiratete 1885 die Feministin Magdalen Stuart Robison, die ebenfalls in die Fabian Society eintrat. Sie hatten einen Sohn, Fabian Pember Reeves, der im Ersten Weltkrieg fiel, und zwei Töchter, von denen eine die feministische Schriftstellerin Amber Reeves war.
Nach ihm benannt ist der Reeves-Gletscher und das Reeves-Firnfeld im ostantarktischen Viktorialand.

## Werke
- Canterbury rhymes. Lyttelton Times, Christchurch 1883.
- zus. mit George Phipps Williams: Colonial Couplets: Being Poems in Partnership. Simpson & Williams, Christchurch 1889.
- unter dem Pseudonym „Pharos“: Einige historische Artikel über Kommunismus und Sozialismus, über deren Träume, Experimente, Ziele und Einflüsse. Lyttelton Times, Christchurch 1890.
- zus. mit George Phipps Williams: In Double Harness: Poems in Partnership. Lyttelton Times, Christchurch 1891.
- versch Autoren unter der Leitung von W. P. Reeves: The New Zealand Reader. Samuel Costall, Wellington 1895.
- The State and Its Functions in New Zealand. Fabian Society, London 1896.
- Five Years' Political and Social Reform in New Zealand. 1896.
- New Zealand and other poems. Grant Richards, London 1898.
- New Zealand. Story of the Empire Series. Horace Marshall, London 1898.
- The Long White Cloud "Ao Tea Roa". 1898. [5]
- State Experiments in Australia and New Zealand, Volume 1. Grant Richards, London 1902.
- State Experiments in Australia and New Zealand, Volume 2. Grant Richards, London 1902.
- Das politische Wahlrecht der Frauen in Australien. Übers. v. Romulus Grazer [i. e. Romulus Katscher]. Leipzig, 1904 (= Sozialer Fortschritt, Bd. 15/16). (Digitalisat und Volltext im Deutschen Textarchiv)
- The Passing of the Forest and Other Verse. Allen & Unwin, London 1925.

Quelle: